# 氏叔琮
氏叔琮（？—904年），尉氏人。唐末將領。

## 生平
唐代中和末年，應募為騎軍，最早隸屬於龐師古，擔任伍長，為人壯勇沈毅，膽力過人。為朱溫所重視，擢为后院马军都将。昭宗天復二年（902年），氏叔琮圍攻晉陽（今山西太原南），由天井關（今山西晉城南太行山上）向潞州（今山西长治）挺进。氏叔琮率軍深入太行山，由天井關折向昂東關（今山西武鄉縣境），叔琮攻勢猛烈，攻陷澤州，河东昭义节度使孟迁投降，直逼太原，朱温大喜说：“破太原非氏老不可”。四月初三，氏叔琮率军出石会关（今山西榆社西），直抵晋阳城下。李嗣昭、李嗣源挖掘密道，乘夜袭击氏叔琮。時軍中斷糧，士卒多疫疾，朱溫下令撤军，氏叔琮經上黨南退，并下令病得不能走路的人就地焚烧，得病的人恐惧，都说没病。
天祐元年（904年），朱溫逼迫唐昭宗遷都洛陽。以氏叔琮為右龍虎統軍，守衛洛陽。当时晋人、蜀人不承认“天祐”是昭宗所建年号，王建更是传檄天下举兵诛梁。朱温害怕昭宗出奔脱离自己掌控，派敬翔到洛阳告诉氏叔琮和朱友恭殺昭宗。事后朱温问李振应该如何处置氏叔琮和朱友恭，李振说：“当初司马昭弑杀曹髦之后就诛灭了成济，不这样做，怎么堵住天下人的嘴？”朱溫以氏叔琮“军政不理”為由，贬白州司户。不久賜死。叔琮臨死前說：“卖我性命，欲塞天下之谤，其如神理何！”
唐庄宗时，有唐朝宫人景姹说氏叔琮朱友恭弑杀唐昭宗的时候，诸王宗属数百人同时遇害，并被埋在一个坑里，请求改葬。于是以故濮王为首以一品礼改葬。

## 延伸阅读
[在维基数据编辑]
 《新唐書·卷223下》，出自《新唐書》
 《舊五代史·卷19》，出自薛居正《舊五代史》
 《新五代史·卷43》，出自歐陽修《新五代史》